# UGDH-AS1
ARN anti-sentido UGDH 1 é uma proteína que em humanos é codificada pelo gene UGDH-AS1.